# گوانتیدین
گوانتیدین (انگلیسی: Guanethidine) دارویی است که از تخلیه نور آدرنالین از انتهای اعصاب پس عقده‌ای سمپاتیک جلوگیری می‌کند. این دارو برای مواردی همچون هیپرتانسیون خطیر و متوسط از جمله هیپرتانسیون بدخیم استفاده می‌شود.

## موارد منع استعمال
مصرف این دارو برای مواردی همچون نارسائی شدید کلیه و کرونر، اولسرپپتیک، بیماران فئوکروموسیتوز ممنوع می‌باشد.